# Antechiniscus jermani
Antechiniscus jermani är en djurart som tillhör fylumet trögkrypare, och som beskrevs av Rossi och Claps 1989. Antechiniscus jermani ingår i släktet Antechiniscus och familjen Echiniscidae. Inga underarter finns listade i Catalogue of Life.